# Ormyrus macaoensis
Ormyrus macaoensis är en stekelart som beskrevs av T.C. Narendran 1999. Ormyrus macaoensis ingår i släktet Ormyrus och familjen kägelglanssteklar. Inga underarter finns listade i Catalogue of Life.